# St. Josef (Bünde)

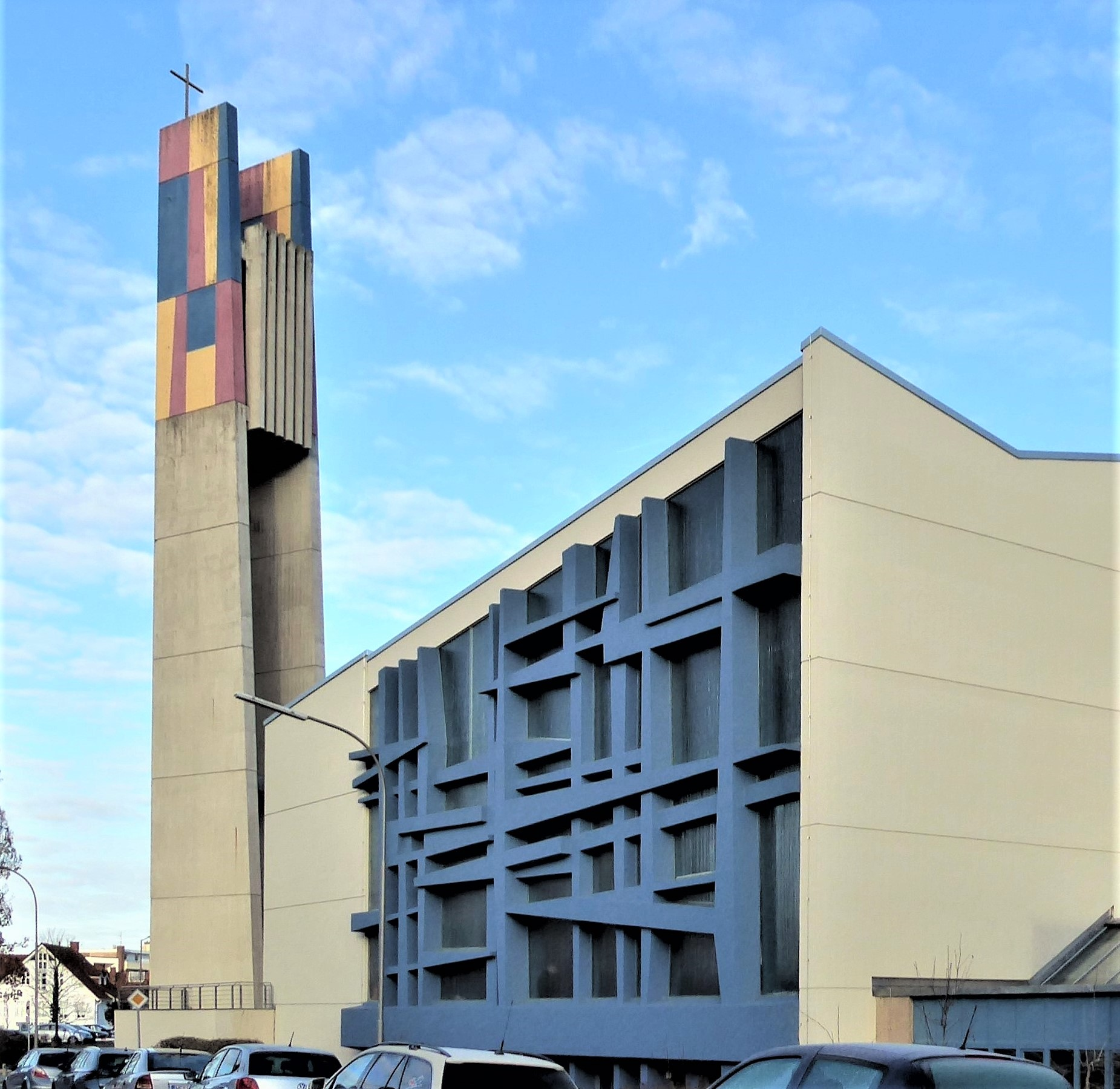
St. Josef (Bünde)

Die römisch-katholische denkmalgeschützte Pfarrkirche St. Josef steht in Bünde, einer Mittelstadt im Kreis Herford von Nordrhein-Westfalen. Sie gehört zum Pastoralverbund Bünder Land im Dekanat Herford-Minden im Erzbistum Paderborn.

## Beschreibung
Die Saalkirche auf trapezförmigem Grundriss wurde 1966–68 am Platz der 1871 gebauten Vorgängerkirche nach einem Entwurf von Joachim Georg Hanke im Stil der Nachkriegsmoderne erbaut. Der Glockenturm wurde in der Achsensymmetrie des Langhauses im Westen als Campanile errichtet. Er besteht aus zwei parallelen Betonplatten, die sich zum Glockenstuhl verjüngen.
Die Seitenwände des Langhauses wurden von Marc Hénard gestaltet. Der Innenraum wurde 1972 von Otto Herbert Hajek abstrakt ausgemalt. Er schuf auch das Altarretabel, das Altarkreuz und den Tabernakel. Die Orgel mit 17 Registern auf zwei Manualen und Pedal wurde 2019 von Orgelbau Mühleisen gebaut.
| I Hauptwerk C–g3 |               |     |
| 1.               | Bourdon       | 16′ |
| 2.               | Principal     | 08′ |
| 3.               | Flûte         | 08′ |
| 4.               | Gambe         | 08′ |
| 5.               | Prestant      | 04′ |
| 6.               | Doublette     | 02′ |
| 7.               | Fourniture IV |     |

| II Nebenwerk C–g3 |                  |        |  |
| 08.               | Bourdon          | 8′     |  |
| 09.               | Flûte à Cheminée | 4′     |  |
| 10.               | Nasard           | 2 ⁄3′  |  |
| 11.               | Flûte            | 2′     |  |
| 12.               | Tierce           | 1 3⁄5′ |  |
| 13.               | Trompette        | 8′     |  |

| Pedalwerk C–f1 |                      |     |
| 12.            | Soubasse (= Nr. 1)   | 16′ |
| 13.            | Flûte (= Nr. 3)      | 08′ |
| 14.            | Principal (= Nr. 5)  | 04′ |
| 15.            | Trompette (= Nr. 13) | 08′ |

- Koppeln: II/I, I/P, II/P